# Dawny Zajazd „Pod Jelonkiem” w Koninie
Dawny Zajazd „Pod Jelonkiem” w Koninie położony jest przy rondzie na ulicy 3 Maja. Wybudowany na początku XIX wieku, znajdował się wówczas poza ówczesnymi granicami miasta. Narożnikowa, klasycystyczna budowla o jednej kondygnacji. Na ścianie budynku wisi herb zajazdu – jelonek. Budynek został odrestaurowany w latach 1984–1986.